# Katedra Niepokalanego Poczęcia Najświętszej Maryi Panny w Sligo
Katedra Niepokalanego Poczęcia Najświętszej Maryi Panny w Sligo (ang. Cathedral of the Immaculate Conception (Sligo)) – katedra rzymskokatolicka w Sligo. Główna świątynia diecezji Elphin. Mieści się przy Temple Street.
Budowa świątyni rozpoczęła się w 1870, zakończyła się w 1874, konsekrowana w 1897. Reprezentuje styl neoromański. Zaprojektowana przez architekta George'a Goldiego. Posiada wieżę.